# Голосівки (сонет)

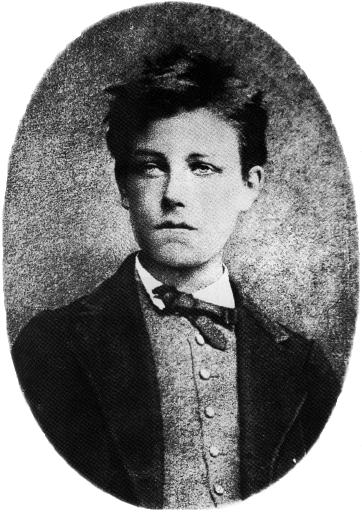
Артюр Рембо під час написання вірша «Голосівки»

«Голосівки» — сонет французького поета-символіста Артюра Рембо, своєрідний символістський маніфест.

## Історія створення і видання
Артюр Рембо написав «Голосівки» 1871 року під час Паризької комуни. Твір опубліковано 1883 року Полем Верленом у Lutèce.

## Тематика
У сонеті Артюр Рембо задекларував нові принципи мистецтва: перетворення слова у символ, увага до змістового забарвлення звуків, значення відчуттів у сприйнятті світу. Артюр Рембо наголошував:
Я придумав колір голосних… Я встановив рух і форму кожної приголосної і лестив себе надією, що за допомогою інстинктивних ритмів я винайшов таку поезію, яка коли-небудь стане доступною для всіх п'яти почуттів. Розгадку залишив я за собою
«Голосівки» — вірш, який побудований на асоціаціях ліричного героя. Голосні звуки викликаючи образи, народжені враженнями від зовнішнього світу і напруженого духовного життя.

## Композиція
Сонет «Голосівки» складається з двох катренів і двох терцетів. Автор не дотримується вимог щодо структури сонету, а всі строфи є асоціаціями звуків і кольорів. Звук «А» нагадує поету чорний колір смерті, мух на смітниках; це символ того, що віджило. Звук «Е» асоціюється з білим кольором, чистотою льодовиків. «І» для поета символізує пристрасть, колір крові. «У» є втіленням мудрості. «О» асоціюється з кольором неба.

## Жанр
Вірш написаний у жанрі сонету, який традиційно складається з тези, антитези та їх синтезу. В чотирнадцяти рядках Рембо шукає «відповідність» між різними формами життя, створює власну панорамну картину Всесвіту.

## Художні особливості
У сонеті «Голосівки» автор запропонував новий принцип формування образу, який будується на асоціації між звуком і кольором. Голосні звуки активізують творчу уяву, викликають образи, народжені враженнями від зовнішнього світу. «Голосівки» вражають читача динамікою, рухливими образами, зміною інтонації.
Автор використав художні тропи:
- Метафори: «чорний мух корсет», «зморщок мудрий спокій»
- Епітети: «безмовний простір», «фіалкові Очі»
- Однорідні іменники створюють своєрідний каталог асоціацій.

## Переклади українською
- Юрій Покальчук
- Григорій Кочур